# يوهان ديفرينت
يوهان ديفرينت (مواليد 14 أبريل 1945) هو لاعب كرة قدم. يلعب مع منتخب بلجيكا لكرة القدم. سبق له أن لعب في كأس العالم لكرة القدم مع منتخب بلاده.

## روابط خارجية
- يوهان ديفرينت على موقع الاتحاد الدولي (مؤرشف)  (الإنجليزية)
- يوهان ديفرينت على موقع الاتحاد الأوربي (الإنجليزية)
- يوهان ديفرينت على موقع الاتحاد البلجيكي (الإنجليزية)
- يوهان ديفرينت على موقع قاعدة بيانات كرة القدم.إي يو (الإنجليزية)
- يوهان ديفرينت على موقع ناشيونال فوتبول تيمز (الإنجليزية)
- يوهان ديفرينت على موقع عالم كرة القدم.نت (الإنجليزية)